# St. Wolfgang (Oberasbach)

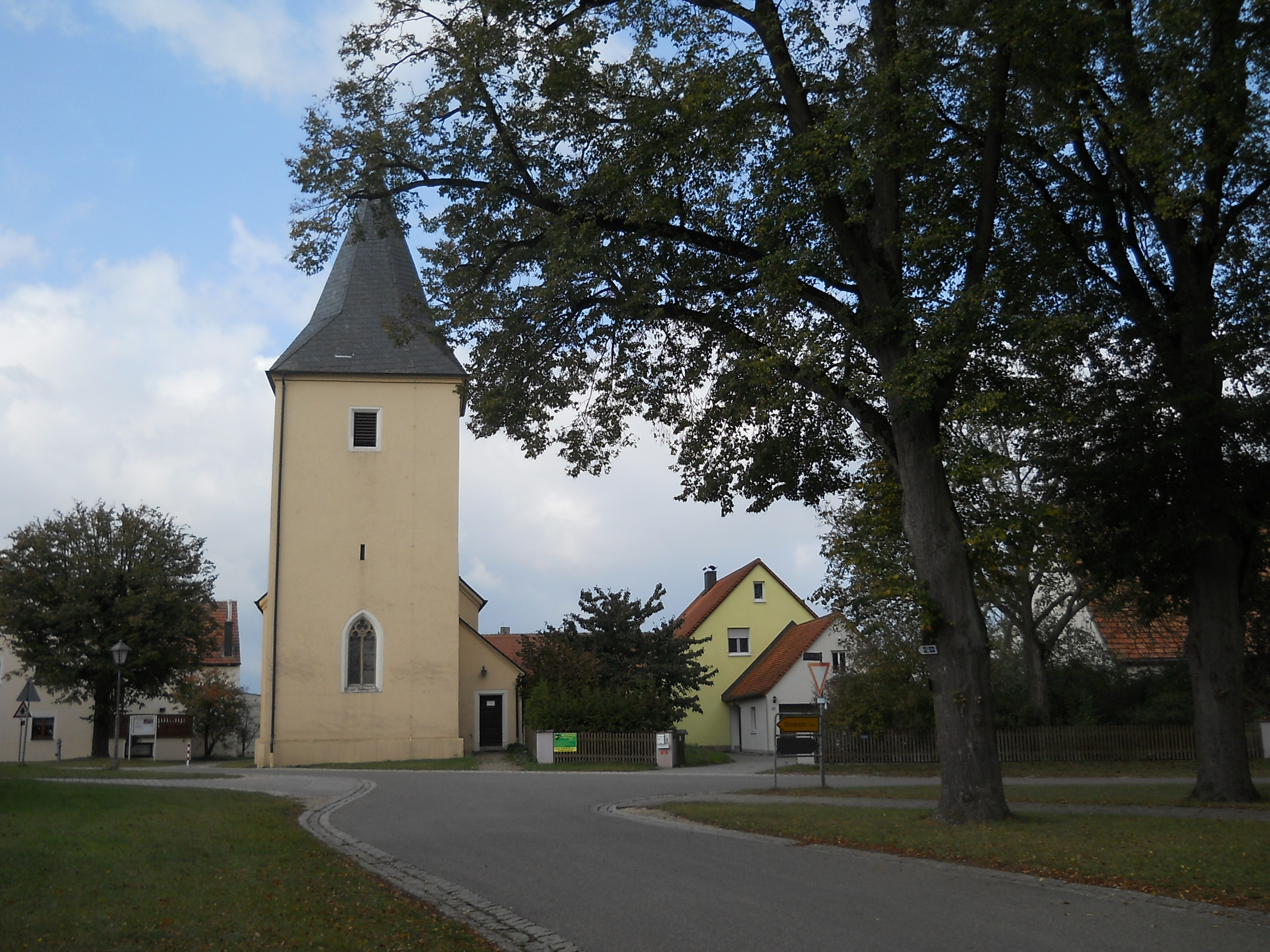
Die Wolfgangskirche

Die St.-Wolfgang-Kirche ist eine evangelisch-lutherische Kirche in Oberasbach, einem Ortsteil der Stadt Gunzenhausen im mittelfränkischen Landkreis Weißenburg-Gunzenhausen. Sie ist eine Filialkirche der Unterasbacher Pfarrei St. Michael im Evangelisch-Lutherischen Dekanat Gunzenhausen. Das Gebäude ist unter der Denkmalnummer D-5-77-136-176 als Baudenkmal in die Bayerische Denkmalliste eingetragen. Die mittelalterlichen Bestandteile der Kirche sind zusätzlich als Bodendenkmal (Nummer: D-5-6830-0154) eingetragen. Die postalische Adresse ist Oberasbach 37. Kirchenpatrozinium ist der hl. Wolfgang von Regensburg.
Die neugotische Chorturmkirche mit kreuzrippengewölbtem Chor im alten Turmuntergeschoss steht unweit des Obergermanisch-Raetischen Limes. Das Altarbild zeigt den guten Hirten des Nürnberger Professors Carl Fleischmann aus dem Jahr 1899. Zwei Glasfenster aus dem Jahr 1988 stammen von Hans Gottfried von Stockhausen. Der Turm hat einen Spitzhelm.
1876 erfolgte die Anlage eines eigenen Friedhofs; bis dahin mussten die Toten nach Gunzenhausen gebracht werden, die Aussegnungshalle kam um 1900 hinzu. 1876 bis 1878 wurde die 1460 erstmals erwähnte und bereits 1632 im Dreißigjährigen Krieg zerstörte Ablasskapelle wiederaufgebaut, wobei die Ruinen wiederverwendet wurden. 2003 wechselte die Kirchengemeinde Oberasbach vom Pfarramt Gunzenhausen zum Pfarramt Unterasbach.